# Traité de La Haye (1661)
Pour les articles homonymes, voir Traité de La Haye.
Le traité de La Haye de 1661 (également connu sous le nom de paix de la Haye) est un traité de paix signé entre le royaume de Portugal et la république des Provinces-Unies, le 6 août 1661  à La Haye. Avec la signature du traité, la Nouvelle-Hollande (Brésil hollandais) a été officiellement cédée au Portugal en échange d'une compensation financière .

## Histoire
Après la reconquête portugaise de la Nouvelle-Hollande et la fin de la première guerre anglo-néerlandaise, les Provinces-Unies souhaitent récupérer leur ancienne colonie en mai 1654.
Johan de Witt, le grand pensionnaire de Hollande, et son oncle Cornelis de Graeff ne sont pas d'accord parce que, selon eux, le commerce est plus important que la possession de territoires. Par conséquent, un traité de paix est signé le 6 août 1661 à La Haye, selon lequel la Nouvelle-Hollande est vendue au Portugal pour huit millions de florins (l'équivalent de 8 tonnes d'or). Cette somme est versée chaque année par le Portugal sur une période de 16 ans. En outre, le Portugal reconnaît la possession de Ceylan et des îles Moluques aux Provinces-Unies. En retour, les Hollandais reconnaissent la souveraineté portugaise sur le Brésil et l'Angola. Le traité conduit également à un accord sur le Java hollandais et le Timor oriental portugais. Les Hollandais ont promis de ne pas entrer ou revendiquer le Timor par le traité de La Haye, déclarant qu'aucune de deux puissances ne se déclarerait la guerre ni ne revendiquerait ou n'entrerait dans leur territoire ou leurs colonies.